# Bradyetes curvicornis
Bradyetes curvicornis is een eenoogkreeftjessoort uit de familie van de Aetideidae. De wetenschappelijke naam van de soort is voor het eerst geldig gepubliceerd in 2007 door Markhaseva & Schulz.